# Drežničko polje
Drežničko polje este o arie protejată (sit de importanță comunitară — SCI) din Croația întinsă pe o suprafață de 308,43 ha, integral pe uscat.

## Localizare
Centrul sitului Drežničko polje este situat la coordonatele 45°09′26″N 15°06′14″E / 45.15713°N 15.103979°E.

## Înființare
Situl Drežničko polje a fost declarat sit de importanță comunitară în iulie 2013 pentru a proteja 2 specii de animale.

## Biodiversitate
Situată în ecoregiunea alpină, aria protejată conține 3 habitate naturale: Păduri mixte riverane de Quercus robur, Ulmus laevis și Ulmus minor, Fraxinus excelsior sau Fraxinus angustifolia, de-a lungul marilor râuri (Ulmenion minoris), Pajiști cu Molinia pe soluri calcaroase, turboase sau argilos-nămoloase (Molinion caeruleae), Liziere de ierburi înalte hidrofile de câmpie și de nivel montan până la alpin.
La baza desemnării sitului se află mai multe specii protejate:
- amfibieni (1): proteu de peșteră (Proteus anguinus)
- nevertebrate (1): fluturele purpuriu (Lycaena dispar)

Pe lângă speciile protejate, pe teritoriul sitului au mai fost identificate 5 specii de plante.